# Солотвин

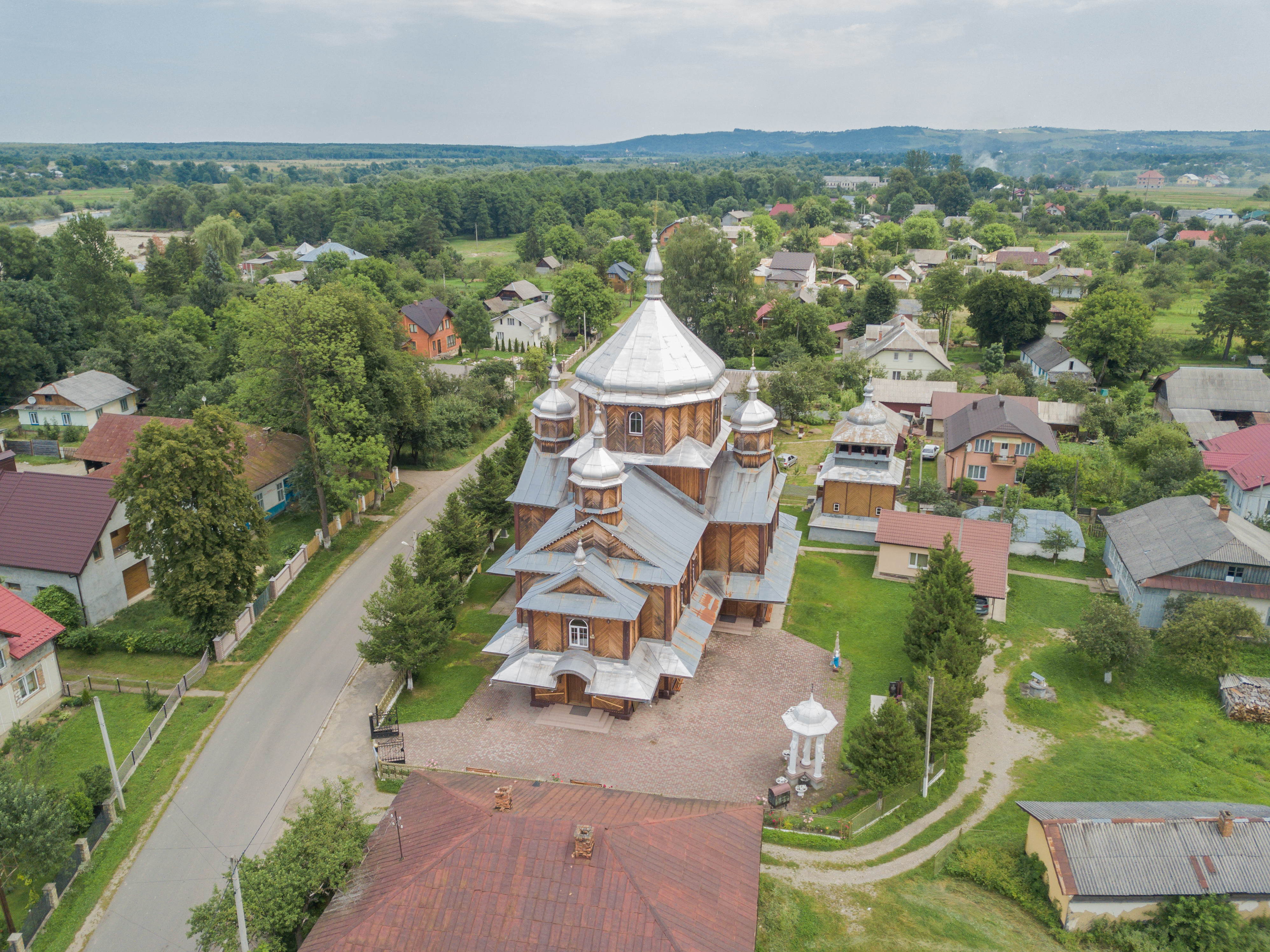
Церковь в Солотвине

Соло́твин — посёлок в Ивано-Франковском района Ивано-Франковской области Украины. Административный центр Солотвинской поселковой общины.

## Географическое положение
Находится в предгорьях Горган. Расположен на реке Быстрица-Солотвинская.

## История
Посёлок известен с XII века. В Галицко-Волынской летописи упоминается как Краснополь.
В XVIII веке упоминается как центр добычи соли.
В январе 1989 года численность населения составляла 4000 человек.
На 1 января 2013 года численность населения составляла 3930 человек.

## Экономика
Крупнейшее предприятие посёлка — лесокомбинат.